# Ариза, Тревор
Тревор Энтони Ари́за (англ. Trevor Anthony Ariza; родился 30 июня 1985 года в Майами, штат Флорида, США) — американский бывший профессиональный баскетболист. Играл на позиции лёгкого форварда и атакующего защитника. Был выбран во втором раунде под общим 43-м номером на драфте НБА 2004 года командой «Нью-Йорк Никс». Чемпион НБА сезона 2008/2009 годов в составе «Лос-Анджелес Лейкерс». Также выступал за «Орландо Мэджик», «Хьюстон Рокетс», «Нью-Орлеан Хорнетс», «Вашингтон Уизардс».

## Биография
Тревор Ариза родился в Майами, в то время, когда его отец Кенни Макклери учился в Университете Флориды, позже он профессионально играл в баскетбол за австралийский клуб «Сидней Кингз». По материнской линии Тревор имеет доминиканские корни. У Тревора был младший брат Тадж, погибший в 1996 году в результате несчастного случая.
В 2003 году Ариза окончил старшую школу Уэстчестер в Лос-Анджелесе, в составе школьной баскетбольной команды он дважды выиграл чемпионат штата Калифорния. За четыре года в школьной команде Тревор успел поиграть на всех позициях от разыгрывающего до центрового. Его партнёрами по чемпионскому составу были будущие игроки НБА Хассан Адамс, Брэндон Хет, Бобби Браун и Гэйб Пруитт. В выпускном классе Ариза попал во вторую символическую сборную лучших баскетболистов США среди школьников по версии авторитетного журнала Parade.
После окончания школы Ариза поступил в Калифорнийский университет в Лос-Анджелесе. Он провёл там всего один сезон, сыграл 25 матчей (в 23 выходил в стартовой пятёрке), в среднем за игру набирал 11,6 очков, делал 6,5 подборов и 1,7 перехват. По итогам сезона Ариза был включён в символическую сборную новичков Тихоокеанской конференции.
В 2004 году 19-летний Ариза был выбран во втором раунде драфта НБА под общим 43-м номером командой «Нью-Йорк Никс». Тревор провёл добротный дебютный сезон, принял участие в 80 матчах, в среднем за игру набирал 5,9 очков и делал 3 подбора. Он был популярным игроком у болельщиков «Никс», которые связывали с его именем будущее команды. Летом 2005 года Ариза, в первом сезоне регулярно проигрывавший единоборства с более массивными форвардами и центровыми, прошёл усиленный курс тренировок и набрал около 5 кг мышечной массы. Пришедший на пост главного тренера «Никс» Ларри Браун предоставил Тревору больше игрового времени, часто выпускал в стартовой пятёрке, но позже предпочёл ему новичка Дэвида Ли.
22 февраля 2006 года Аризу вместе с Пенни Хардауэем обменяли в «Орландо Мэджик» на Стива Фрэнсиса. В концовке сезона Тревор провёл за «Мэджик» 21 игру, в среднем набирая по 4,7 очка. В следующем сезоне Ариза получил больше игрового времени, в среднем за игру набирал 8,9 очков и делал 4,4 подбора.
20 ноября 2007 года Аризу обменяли в «Лос-Анджелес Лейкерс» на Брайана Кука и Мориса Эванса. Фил Джексон, тренер «Лейкерс», после одной из игр назвал Тревора «коброй», сравнив его скорость и резкие выпады в защите с атаками змеи. Значительную часть сезона 2007/2008 Ариза пропустил из-за травмы, вернувшись в строй лишь к финалу Западной конференции, в котором «Лейкерс» переиграли «Сан-Антонио Спёрс», в финале клуб из Лос-Анджелеса уступил «Бостон Селтикс».
В сезоне 2008/2009 Ариза конкурировал за место основного лёгкого форварда «Лейкерс» с Ламаром Одомом и в концовке сезона стал игроком стартовой пятёрки. В серии плей-офф 2009 года Тревор в основном составе начинал все 23 игры, улучшил свои статистические показатели и внёс значительный вклад в завоевание «Лейкерс» чемпионского титула.
После успешного сезона Ариза, ставший летом 2009 года свободным агентом, подписал с клубом «Хьюстон Рокетс» контракт на пять лет, за которые он получит около 33,5 млн долларов. Сезон 2009/2010, проведённый в составе Рокетс стал лучшим в карьере Аризы: впервые он был полноценным игроком стартовой пятёрки и в среднем за игру регулярного сезона набирал почти 15 очков. Также в этом сезоне Ариза установил личный рекорд результативности, набрав 33 очка в матче с «Портленд Трэйл Блэйзерс» 31 октября 2009 года.
12 августа 2010 года в результате многостороннего обмена стал игроком «Нью-Орлеан Хорнетс», «Хьюстон Рокетс» получили Кортни Ли, «Нью-Джерси Нетс» — Троя Мёрфи, а «Индиана Пэйсерс» — Даррена Коллисона и Джеймса Поузи.
22 ноября 2020 года Ариза, драфт права на Айзею Стюарта и условный выбор в будущем первом раунде драфта были обменяны в «Хьюстон Рокетс» на Роберта Ковингтона. Затем ещё дважды был обменян в рамках сделок «Хьюстон» – «Детройт» и «Детройт» – «Оклахома». Ариза так и не появился в составе «Тандер» и не сыграл ни одной игры за них во время своего пребывания в команде, так как был в отъезде по семейным обстоятельствам.
17 марта 2021 года Ариза был обменян в «Майами Хит» на центрового Мейерса Леонарда и будущий выбор во втором раунде драфта. Он провел 30 игр, из них 27 - в старте, набирая в среднем 9,4 очка, 1,8 передачи и 4,8 подбора.
6 августа 2021 года Ариза подписал контракт с «Лос-Анджелес Лейкерс» на один год на сумму $2,6 млн.
6 октября 2021 года он перенес операцию на правой лодыжке. Он выбыл на большую часть первой половины сезона, что, по словам главного тренера «Лейкерс» Фрэнка Вогеля, «перечеркнуло большую часть его сезона и его влияние на нашу команду в этом году». 7 апреля 2022 года Ариза был отчислен.

## Статистика

### Статистика в НБА
| Сезон                                                                                    | Команда    | Регулярный сезон | Регулярный сезон | Регулярный сезон | Регулярный сезон | Регулярный сезон | Регулярный сезон | Регулярный сезон | Регулярный сезон | Регулярный сезон | Регулярный сезон | Регулярный сезон | Серия плей-офф | Серия плей-офф | Серия плей-офф | Серия плей-офф | Серия плей-офф | Серия плей-офф | Серия плей-офф | Серия плей-офф | Серия плей-офф | Серия плей-офф | Серия плей-офф |
| Сезон                                                                                    | Команда    | GP               | GS               | MPG              | FG%              | 3P%              | FT%              | RPG              | APG              | SPG              | BPG              | PPG              | GP             | GS             | MPG            | FG%            | 3P%            | FT%            | RPG            | APG            | SPG            | BPG            | PPG            |
| ---------------------------------------------------------------------------------------- | ---------- | ---------------- | ---------------- | ---------------- | ---------------- | ---------------- | ---------------- | ---------------- | ---------------- | ---------------- | ---------------- | ---------------- | -------------- | -------------- | -------------- | -------------- | -------------- | -------------- | -------------- | -------------- | -------------- | -------------- | -------------- |
| 2004/05                                                                                  | Нью-Йорк   | 80               | 12               | 17,3             | 44,2             | 23,1             | 69,5             | 3,0              | 1,1              | 0,9              | 0,2              | 5,9              | Не участвовал  | Не участвовал  | Не участвовал  | Не участвовал  | Не участвовал  | Не участвовал  | Не участвовал  | Не участвовал  | Не участвовал  | Не участвовал  | Не участвовал  |
| 2005/06                                                                                  | Нью-Йорк   | 36               | 10               | 19,7             | 41,8             | 33,3             | 54,5             | 3,8              | 1,3              | 1,2              | 0,3              | 4,6              | Не участвовал  | Не участвовал  | Не участвовал  | Не участвовал  | Не участвовал  | Не участвовал  | Не участвовал  | Не участвовал  | Не участвовал  | Не участвовал  | Не участвовал  |
| 2005/06                                                                                  | Орландо    | 21               | 0                | 13,8             | 40,0             | 0,0              | 70,0             | 3,9              | 0,7              | 0,7              | 0,1              | 4,7              | Не участвовал  | Не участвовал  | Не участвовал  | Не участвовал  | Не участвовал  | Не участвовал  | Не участвовал  | Не участвовал  | Не участвовал  | Не участвовал  | Не участвовал  |
| 2006/07                                                                                  | Орландо    | 57               | 7                | 22,4             | 53,9             | 0,0              | 62,0             | 4,4              | 1,1              | 1,0              | 0,3              | 8,9              | 4              | 0              | 11,8           | 31,3           | -              | 25,0           | 2,3            | 1,3            | 0,3            | 0,0            | 2,8            |
| 2007/08                                                                                  | Орландо    | 11               | 0                | 10,5             | 45,2             | 0,0              | 53,3             | 2,2              | 0,7              | 0,5              | 0,3              | 3,3              | Не участвовал  | Не участвовал  | Не участвовал  | Не участвовал  | Не участвовал  | Не участвовал  | Не участвовал  | Не участвовал  | Не участвовал  | Не участвовал  | Не участвовал  |
| 2007/08                                                                                  | Лейкерс    | 24               | 3                | 18,0             | 52,4             | 33,3             | 68,3             | 3,5              | 1,5              | 1,1              | 0,3              | 6,5              | 8              | 0              | 5,7            | 58,3           | 25,0           | 50,0           | 1,4            | 0,1            | 0,1            | 0,1            | 2,1            |
| 2008/09                                                                                  | Лейкерс    | 82               | 20               | 24,4             | 46,0             | 31,9             | 71,0             | 4,3              | 1,8              | 1,7              | 0,3              | 8,9              | 23             | 23             | 31,4           | 49,7           | 47,6           | 56,3           | 4,2            | 2,3            | 1,6            | 0,4            | 11,3           |
| 2009/10                                                                                  | Хьюстон    | 72               | 71               | 36,5             | 39,4             | 33,4             | 64,9             | 5,6              | 3,8              | 1,8              | 0,6              | 14,9             | Не участвовал  | Не участвовал  | Не участвовал  | Не участвовал  | Не участвовал  | Не участвовал  | Не участвовал  | Не участвовал  | Не участвовал  | Не участвовал  | Не участвовал  |
| 2010/11                                                                                  | Нью-Орлеан | 75               | 75               | 34,7             | 39,8             | 30,3             | 70,1             | 5,4              | 2,2              | 1,6              | 0,4              | 11,0             | 6              | 6              | 40,2           | 41,2           | 33,3           | 72,7           | 6,5            | 3,3            | 1,3            | 0,5            | 15,5           |
| 2011/12                                                                                  | Нью-Орлеан | 41               | 41               | 32,9             | 41,7             | 33,3             | 77,5             | 5,2              | 3,3              | 1,7              | 0,6              | 10,8             | Не участвовал  | Не участвовал  | Не участвовал  | Не участвовал  | Не участвовал  | Не участвовал  | Не участвовал  | Не участвовал  | Не участвовал  | Не участвовал  | Не участвовал  |
| 2012/13                                                                                  | Вашингтон  | 56               | 15               | 26,3             | 41,7             | 36,4             | 82,1             | 4,8              | 2,0              | 1,3              | 0,4              | 9,5              | Не участвовал  | Не участвовал  | Не участвовал  | Не участвовал  | Не участвовал  | Не участвовал  | Не участвовал  | Не участвовал  | Не участвовал  | Не участвовал  | Не участвовал  |
| 2013/14                                                                                  | Вашингтон  | 77               | 77               | 35,4             | 45,6             | 40,7             | 77,2             | 6,2              | 2,5              | 1,6              | 0,3              | 14,4             | 11             | 11             | 37,0           | 48,1           | 44,6           | 77,8           | 8,9            | 1,7            | 1,5            | 0,4            | 13,6           |
| 2014/15                                                                                  | Хьюстон    | 82               | 82               | 35,7             | 40,2             | 35,0             | 85,3             | 5,6              | 2,5              | 1,9              | 0,2              | 12,8             | 17             | 17             | 38,5           | 42,6           | 37,5           | 90,5           | 6,4            | 2,6            | 1,8            | 0,1            | 13,2           |
| 2015/16                                                                                  | Хьюстон    | 81               | 81               | 35,3             | 41,6             | 37,1             | 78,3             | 4,5              | 2,3              | 2,0              | 0,3              | 12,7             | 5              | 5              | 36,2           | 25,5           | 14,3           | 75,0           | 4,2            | 0,8            | 2,6            | 0,2            | 6,6            |
| 2016/17                                                                                  | Хьюстон    | 80               | 80               | 34,7             | 40,9             | 34,4             | 73,8             | 5,7              | 2,2              | 1,8              | 0,3              | 11,7             | 11             | 11             | 37,5           | 42,3           | 37,7           | 92,9           | 5,1            | 2,1            | 1,3            | 0,2            | 10,7           |
| 2017/18                                                                                  | Хьюстон    | 67               | 67               | 33,9             | 41,2             | 36,8             | 85,4             | 4,4              | 1,6              | 1,5              | 0,2              | 11,7             | 17             | 17             | 34,2           | 36,0           | 28,6           | 74,2           | 3,8            | 1,3            | 1,1            | 0,1            | 8,8            |
| 2018/19                                                                                  | Финикс     | 26               | 26               | 34,0             | 37,9             | 36,0             | 83,7             | 5,6              | 3,3              | 1,5              | 0,3              | 9,9              | Не участвовал  | Не участвовал  | Не участвовал  | Не участвовал  | Не участвовал  | Не участвовал  | Не участвовал  | Не участвовал  | Не участвовал  | Не участвовал  | Не участвовал  |
| 2018/19                                                                                  | Вашингтон  | 43               | 43               | 34,1             | 40,9             | 32,2             | 77,7             | 5,3              | 3,8              | 1,2              | 0,3              | 14,1             | Не участвовал  | Не участвовал  | Не участвовал  | Не участвовал  | Не участвовал  | Не участвовал  | Не участвовал  | Не участвовал  | Не участвовал  | Не участвовал  | Не участвовал  |
| 2019/20                                                                                  | Сакраменто | 32               | 0                | 24,7             | 38,8             | 35,2             | 77,8             | 4,6              | 1,6              | 1,1              | 0,2              | 6,0              | Не участвовал  | Не участвовал  | Не участвовал  | Не участвовал  | Не участвовал  | Не участвовал  | Не участвовал  | Не участвовал  | Не участвовал  | Не участвовал  | Не участвовал  |
| 2019/20                                                                                  | Портленд   | 21               | 21               | 33,4             | 49,1             | 40,0             | 87,2             | 4,8              | 2,0              | 1,6              | 0,4              | 11,0             | Не участвовал  | Не участвовал  | Не участвовал  | Не участвовал  | Не участвовал  | Не участвовал  | Не участвовал  | Не участвовал  | Не участвовал  | Не участвовал  | Не участвовал  |
| 2020/21                                                                                  | Майами     | 30               | 27               | 28,0             | 41,1             | 35,0             | 77,3             | 4,8              | 1,8              | 1,0              | 0,6              | 9,4              | 4              | 4              | 24,0           | 30,4           | 29,4           | -              | 5,8            | 0,5            | 0,8            | 0,3            | 4,8            |
| 2021/22                                                                                  | Лейкерс    | 24               | 11               | 19,3             | 33,3             | 27,0             | 55,6             | 3,4              | 1,1              | 0,5              | 0,3              | 4,0              | Не участвовал  | Не участвовал  | Не участвовал  | Не участвовал  | Не участвовал  | Не участвовал  | Не участвовал  | Не участвовал  | Не участвовал  | Не участвовал  | Не участвовал  |
|                                                                                          | Всего      | 1118             | 769              | 29,5             | 42,2             | 35,1             | 73,1             | 4,8              | 2,1              | 1,5              | 0,3              | 10,4             | 106            | 94             | 32,0           | 42,3           | 36,5           | 72,2           | 5,0            | 1,8            | 1,3            | 0,2            | 10,1           |
| Наведите курсор мыши на аббревиатуры в заголовке таблицы, чтобы прочесть их расшифровку. |            |                  |                  |                  |                  |                  |                  |                  |                  |                  |                  |                  |                |                |                |                |                |                |                |                |                |                |                |

### Статистика в NCAA
| Сезон | Команда | Conf   | Class | GP | GS | MPG  | FG%  | 3P%  | FT%  | RPG | APG | SPG | BPG | PPG  |
| --- | ------- | ------ | ----- | -- | -- | ---- | ---- | ---- | ---- | --- | --- | --- | --- | ---- |
| 2003/04 | УКЛА    | Pac-10 | FR    | 25 | 23 | 31,6 | 42,6 | 23,7 | 50,4 | 6,5 | 2,1 | 1,7 | 0,4 | 11,6 |
| Всего | Всего   | Всего  | Всего | 25 | 23 | 31,6 | 42,6 | 23,7 | 50,4 | 6,5 | 2,1 | 1,7 | 0,4 | 11,6 |
| Наведите курсор мыши на аббревиатуры в заголовке таблицы, чтобы прочесть их расшифровку Статистика приведена с сайта sports-reference.com |         |        |       |    |    |      |      |      |      |     |     |     |     |      |